# Campionati africani di lotta 2020
I campionati africani di lotta 2020 sono stati la 36ª edizione della manifestazione continentale organizzata dalla UWW. Si sono svolti dal 4 al 9 febbraio 2020 ad Algeri, in Algeria.

## Podi

### Lotta libera maschile
| Evento | Oro                   | Argento                        | Bronzo                                |
| 57 kg  | Abdelhak Kherbache    | Diamantino Iuna Fafé           | Gamal Mohamed Jakobo Tanki Tau        |
| 61 kg  | Abdelghani Benatallah | Yousef Mohamed Yousef Eissa    | Chakir Ansari                         |
| 65 kg  | Mbunde Cumba Mbali    | Amas Daniel                    | Fathi Ismail Amar Laissaioui          |
| 70 kg  | Haithem Dakhlaoui     | Ahmed Mohamed Elsayed Elmadboh | Ibrahim Mokhtari                      |
| 74 kg  | Ogbonna John          | Ishak Boukhors                 | Maher Ghanmi Amr Reda Hussen          |
| 79 kg  | Ayoub Barraj          | Saifeldin Elkoumy              | Mohammed Boudraa                      |
| 86 kg  | Khaled El-Moatamadawi | Roman Manitra Raharison        | Fateh Benferdjallah Ekerekeme Agiomor |
| 92 kg  | Mohammed Fardj        | Imed Kaddidi                   | Mohamed Abdalla                       |
| 97 kg  | Mohamed Saadaoui      | Martin Erasmus                 | Soso Tamarau Francisco Nkunga Ngonda  |
| 125 kg | Diaaeldin Kamal       | Djahid Berrahal                | Johannes Jacobus Kriel                |

### Lotta greco-romana maschile
| Evento | Oro                      | Argento          | Bronzo             |
| 55 kg  | Abdelkarim Fergat        | Romio Goliath    | Youssef Thabet     |
| 60 kg  | Haithem Mahmoud          | Abdennour Laouni | Abderrazak Rouinbi |
| 63 kg  | Abdeldjebar Djebbari     | Mostafa Mohamed  | Hamed Tchoufon     |
| 67 kg  | Mohamed Ibrahim El-Sayed | Ishak Ghaiou     | Radhwen Tarhouni   |
| 72 kg  | Mohamed Abouhalima       | Lamjed Maafi     | Tarek Benaissa     |
| 77 kg  | Abdelkrim Ouakali        | Wael Abdelrahman | Mohamed Landolsi   |
| 82 kg  | Chawki Doulache          | Ghaith Hannachi  | Mohamed Selim      |
| 87 kg  | Bachir Sid Azara         | Mohamed Metwally | Mohamed Faiq       |
| 97 kg  | Adem Boudjemline         | Haikel Achouri   | Noureldin Hassan   |
| 130 kg | Abdellatif Mohamed       | Amine Guennichi  | Hichem Kouchit     |

### Lotta libera femminile
| Evento | Oro                | Argento            | Bronzo                      |
| 50 kg  | Mercy Genesis      | Nada Mohamed       | Ibtissem Doudou Sarra Hamdi |
| 53 kg  | Joseph Essombe     | Bose Samuel        | Kholod Ahmed                |
| 55 kg  | Esther Kolawole    | Dorssaf Gharssi    | Faten Ahmed                 |
| 57 kg  | Odunayo Adekuoroye | Eman Ebrahim       | Siwar Bousetta              |
| 59 kg  | Bisola Makanjuola  | Fatma Elkeliny     | Khouloud El Ouni            |
| 62 kg  | Marwa Amri         | Aminat Adeniyi     | Berthe Etane Ngolle         |
| 65 kg  | Hannah Rueben      | Amel Hammiche      | Lilia Mejri                 |
| 68 kg  | Blessing Oborududu | Anta Sambou        | Rihem Ayari                 |
| 72 kg  | Zaineb Sghaier     | Sunmisola Balogun  | Eman Mohamed                |
| 76 kg  | Samar Amer         | Blessing Onyebuchi | Yvette Zié                  |

## Medagliere
La nazione ospitante è evidenziata.
| Pos.   | Paese         | Oro | Argento | Bronzo | Totale |
| ------ | ------------- | --- | ------- | ------ | ------ |
| 1.     | Algeria       | 9   | 5       | 7      | 21     |
| 3.     | Egitto        | 7   | 19      | 10     | 36     |
| 2.     | Nigeria       | 7   | 5       | 2      | 14     |
| 4.     | Tunisia       | 5   | 6       | 9      | 20     |
| 5.     | Guinea-Bissau | 1   | 1       | 0      | 2      |
| 6.     | Camerun       | 1   | 0       | 1      | 2      |
| 7.     | Sudafrica     | 0   | 1       | 3      | 4      |
| 8.     | Madagascar    | 0   | 1       | 0      | 1      |
| 8.     | Namibia       | 0   | 1       | 0      | 1      |
| 8.     | Senegal       | 0   | 1       | 0      | 1      |
| 11.    | Marocco       | 0   | 0       | 2      | 2      |
| 12.    | Angola        | 0   | 0       | 1      | 1      |
| 12.    | Burkina Faso  | 0   | 0       | 1      | 1      |
| Totale | Totale        | 30  | 30      | 36     | 96     |